# ترسا (القليوبية)
ترسا إحدى قرى مركز طوخ التابع لمحافظة القليوبية بجمهورية مصر العربية.

## التاريخ
ذكرها علي مبارك في كتابه الخطط التوفيقية، حيث ذكر أنها من قرى مديرية القيوبية بقسم طوخ، بها جامع عظيم بمئذنة وضريح لشيخ يدعى إبراهيم الحلفاوي.

## السكان
بلغ عدد سكان ترسا 6,342 نسمة، حسب الإحصاء الرسمي لعام 2006.

## الصناعة
بالقرية مصنع لصناعة المرطبات والعصائر يعمل به عدد من أبناء القرية.